# La vida perra de Juanita Narboni (película)
La vida perra de Juanita Narboni es una película de 2005 dirigida por la directora marroquí Farida Benlyazid basada en la novela homónima de Ángel Vázquez.

## Sinopsis
Juanita representa un último testigo de ese “paraíso” que fue el Tánger Internacional donde convivían culturas y religiones, a la vez que un último vestigio del “colonialismo”. Juanita, hija de padre inglés de Gibraltar y de madre andaluza, no asume los cambios históricos de la ciudad de Tánger y se va quedando sola en un “paraíso perdido”, rodeada por su hermana Elena, una mujer educada en el Liceo francés y que buscó su libertad; Esther, la íntima amiga sefardita, que dedica toda su vida a una historia de amor imposible con un marroquí; Hamruch, la fiel criada marroquí. En el trasfondo de estas vidas, una serie de acontecimientos: la guerra civil española con la entrada de las tropas Jalifeñas en Tánger, la II Guerra Mundial con la llegada de refugiados de Europa. Juanita se va quedando sola en su ciudad que, tras la independencia de Marruecos en 1956, va retornando a sus orígenes árabes.
Se trata de una película hispano-marroquí dirigida por la cineasta marroquí Farida Benlyazid y protagonizada por la española Mariola Fuentes. Está basada en la novela de Ángel Vázquez del mismo nombre.

## Premios
- Festival National du Film Marocain de Tanger 2005